# Pygméer
Pygméer är en grupp av folkslag där männens medellängd understiger 150 centimeter . Sådana folkslag finns bland annat i centrala Afrika och sydöstra Asien. Termen refererar alltså inte till någon särskild etnisk grupp.
Kända folkgrupper som faller (eller tidigare har fallit) under längddefinitionen för ett pygméfolk är aka, efé, mbuti och twa.

## I grekisk mytologi
Ordet pygmé kommer av ett småvuxet folkslag, pygmaios, i grekisk mytologi. Pygméer var ett dvärgfolk som omtalas av Homeros och som bodde i fjärran söder vid stranden av Okeanos (oceanen). De brukade angripas av de om hösten mot söder flyttande tranorna. Andra sagor förlade deras hemland till Nilens mynningar, till Indien eller till den höga norden i närheten av Thule.
Enligt Paracelsus är pygméer detsamma som gnomer eller bergsfolket.